# Movimento estudantil brasileiro

Manifestação estudantil em protesto contra a ditadura militar brasileira.

O movimento estudantil brasileiro é o ativismo estudantil que participa de diversos momentos importantes da história do país desde o início do século XX. Por definição, os estudantes tem objetivos de causar mudanças políticas, ambientais, econômicas ou sociais. Para atingir tais objetivos, existem diversas organizações estudantis que visam mobilizar os interesses da classe estudantil, como por exemplo a União Nacional dos Estudantes.

## Histórico

### Contexto
Estudantes que vinham das universidades do exterior, ao chegar ao Brasil, envolviam-se nos debates acerca dos acontecimentos sociais. Impulsionados pelos ideais iluministas que aspiravam nos países da Europa, os filhos dos senhores de engenho foram os precursores na representação de estudantes. Contudo, esses iniciantes faziam parte de uma minoria, o que tornava essa representação pouco legitimada e, na maioria das vezes, individual. Nesse momento, são criadas as sociedades acadêmicas que tiveram um papel importante no desenvolvimento político das iniciativas discentes. Em 8 de janeiro de 1932 é fundada a primeira entidade geral estudantil do Brasil, o Centro dos Estudantes de Santos.

### A criação da UNE
As formas de envolvimento estudantil em debates e decisões só foram consideradas parte dos movimentos sociais com a criação da UNE como entidade em 1937. A principal organização da juventude responsável pela criação da UNE foi a União da Juventude Comunista (UJC).
Após o Estado Novo, a entidade estudantil refletia as disputas que nasceram do final da Segunda Guerra Mundial. A ideologia dos socialistas era evidenciada nas campanhas realizadas pela UNE neste período, tais como: O pronunciamento contra o fechamento do Partido Comunista Brasileiro (PCB) e a campanha pela criação da Petrobrás intitulada “O petróleo é nosso”.

### Ditadura Militar
Prova disso é a invasão e incêndio à sede da UNE logo após a tomada de poder pelos militares:
| “ | No dia 1 de Abril de 1964, o golpe militar mostrou, instantaneamente, a sua disposição com os estudantes. Destituído o governo legal, a UNE foi invadida, saqueada e queimada num paroxismo de ódio que escapa ao terreno puramente político para cair na esfera psiquiátrica. | ” |

A entidade passou então a agir ilegalmente devido à Lei Suplicy de Lacerda. Isso, entretanto, não para os estudantes que continuavam se reunindo e organizando ações contra a ditadura militar. Em 1966, em Belo Horizonte, por exemplo, ocorreu a passeata dos calouros da Universidade Federal de Minas Gerais. Na época, a polícia foi acionada e a movimentação violentamente reprimida. Isso resultou na passeata do silêncio e na greve geral dos estudantes, que também acabou em repressão por parte do regime. Essas passeatas acabaram tendo um efeito na sociedade, como relata Poerner:
| “ | As passeatas irritaram o governo e reanimaram a oposição, à medida que ampliavam o movimento estudantil, mobilizando-o, também para invasão dos restaurantes universitários, arbitrariamente fechados, e para as greves contra o pagamento de anuidades. Aos cartazes estudantis de Abaixo a ditadura, Viva a soberania nacional, Povo sim, ditadura não, Abaixo o imperialismo, O voto é do povo e Se são fortes, abram as urnas, bem como o Hino Nacional – entoado em todas as passeatas -, o povo reagia, invariavelmente, com aplausos e chuvas de papel picado do alto dos edifícios. | ” |

Em 1° de abril de 1964, ocorreu o golpe civil-militar no Brasil. A UNE e as demais organizações estudantis se tornaram um dos principais alvos do governo da Ditadura. Nos primeiros anos do Golpe, a União Nacional de Estudantes foi dissolvida e entrou na fase da clandestinidade. Contudo, os estudantes continuaram a reagir através de manifestos dentro e fora da universidade. Com o AI-5, as políticas repressivas se tornaram pautadas na lei, e isto era sinal de que os movimentos de estudantes, operários, artistas e intelectuais, não deviam mais ser subestimados, e foram contidos através de violência aplicada pelos órgãos de repressão
Após a instauração do Ato Institucional Número Cinco, em 1968, ficou cada vez mais impossível a atuação estudantil brasileira. A prisão, tortura e morte dos que, de acordo com os parâmetros da ditadura, representavam uma ameaça à segurança nacional, tornou-se uma atividade corriqueira. Em consequência, estudantes começaram a aderir à luta armada como forma de lutar pela volta da democracia no país. Contudo, a repressão militar continuou, culminando no silenciamento do movimento estudantil e restando, a este, organizar algumas atividades nas instituições de ensino.

### Reabertura política

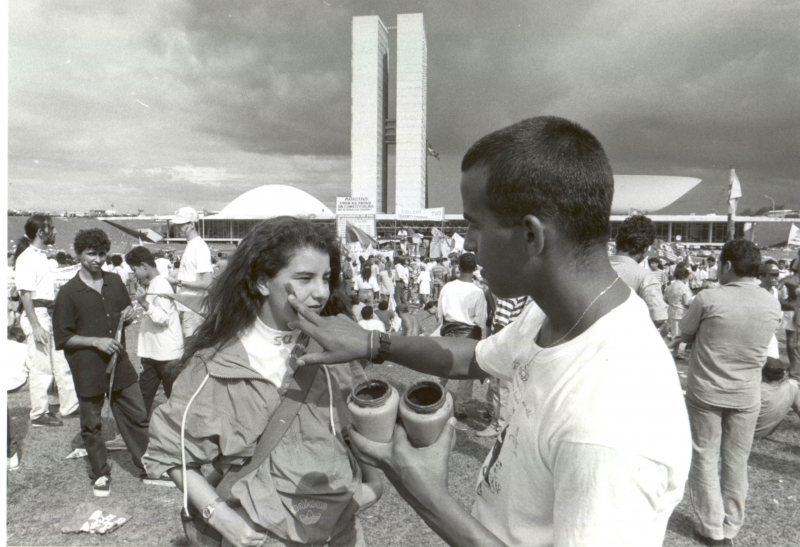
Caras-pintadas em manifestação em frente ao Congresso Nacional do Brasil em setembro de 1992

Foi a partir de 1974 que o movimento estudantil começou sua reconstrução. O primeiro DCE Livre foi criado em São Paulo, significando que "este não estava subordinado à universidade como as entidades consideradas 'legais'". Com a liberação da organização estudantil pela legislação, em 1985 a UNE participou da campanha Diretas Já e começou a auxiliar na criação de centros e diretórios acadêmicos e grêmios estudantis nas instituições de ensino.

Em meados dos anos 80, a UNE tentava se rearticular para sua retomada, já próximo do fim da Ditadura, que se encontrava desgastada e enfraquecida. O reaparecimento do movimento estudantil aconteceu no ano 1992, com o movimento dos caras pintadas, que resultou no impeachment do presidente eleito Fernando Collor de Mello, acusado de corrupção.

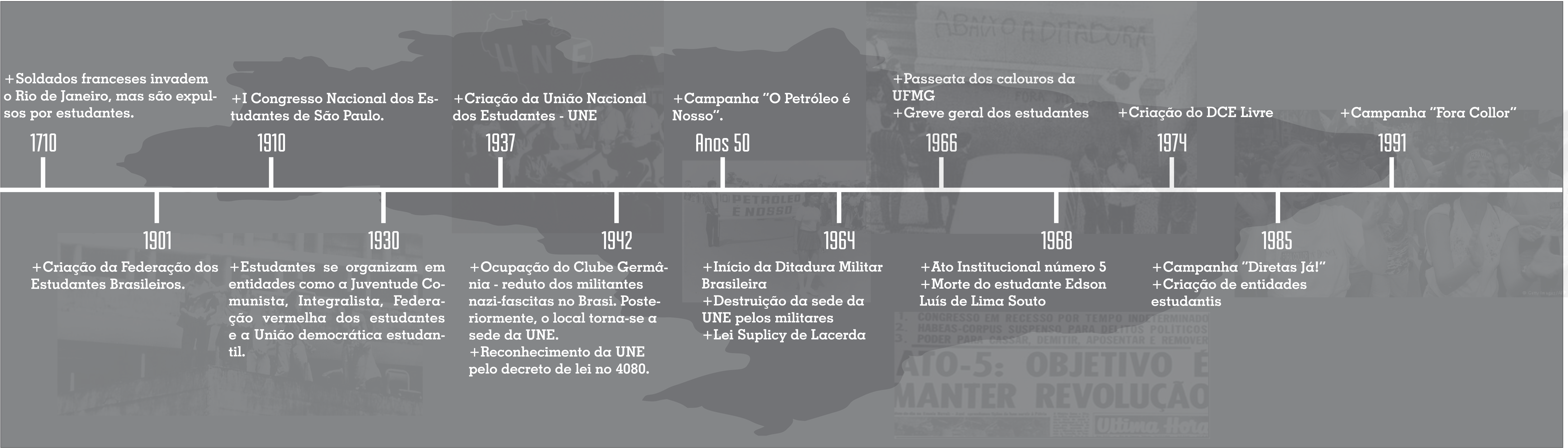
Cronologia do movimento estudantil brasileiro até 1991.

## Legislação
Em 1985, com a redemocratização do Brasil, foi promulgada a Lei 7.395/1985, que reconhece a UNE como entidade representativa dos estudantes de ensino superior, as UEEs (União Estadual dos Estudantes) como representante dos estudantes dos estados e Distrito Federal, os DCEs (Diretório Central dos Estudantes) como representantes dos estudantes de cada instituição de ensino superior, os Centros Acadêmicos e Diretórios Acadêmicos (CAs/DAs) como entidades representativas dos estudantes de cada curso. Também prevê que essas entidades serão regulamentadas pelos seus estatutos, aprovados em assembleia geral no caso de CAs e DAs, ou em congresso nas demais entidades.
A Lei 7.398/1985 assegura a organização dos estudantes secundaristas em grêmios estudantis como entidades autônomas representativas.

## Organização atual
Atualmente, o movimento estudantil brasileiro se concretiza de maneira formal em entidades de representação estudantil:

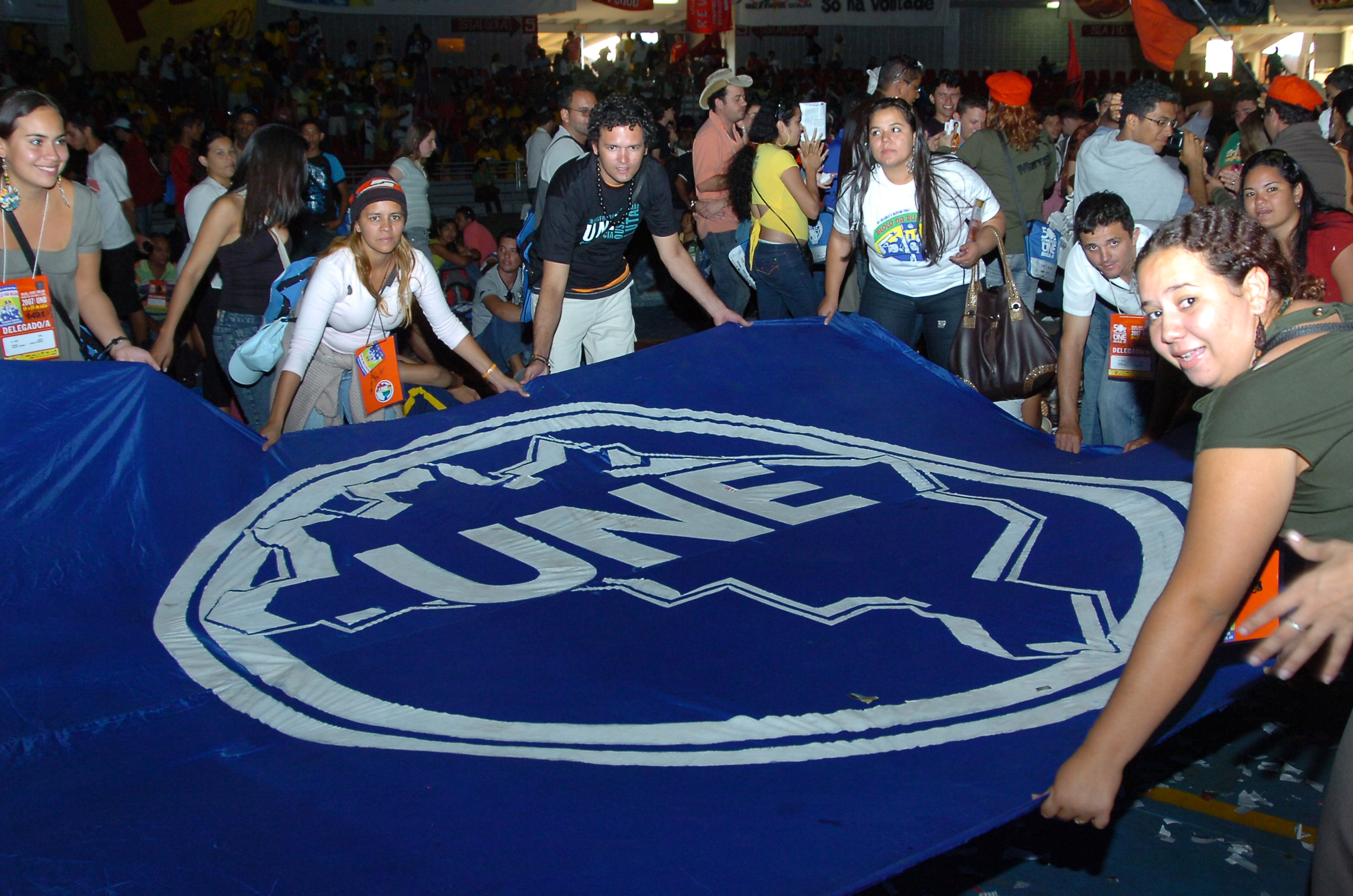
Bandeira da UNE sendo esticada no 50º congresso da entidade, em 2007, em Brasília

- No ensino fundamental e ensino médio, temos:
  - Nacionalmente, a União Brasileira dos Estudantes Secundaristas
  - Nas unidades federativas, a União Estadual dos Estudantes Secundaristas
  - Nos municípios, a União Municipal dos Estudantes Secundaristas
  - Nas instituições de ensino, os grêmios estudantis;[12]
  - Nas turmas, os representantes de turma.

- No ensino superior, temos:
  - Nacionalmente, a União Nacional dos Estudantes.
  - Nas unidades federativas, as uniões estaduais dos estudantes.[11]
  - Nas instituições de ensino, os diretórios centrais dos estudantes;[11]
  - Representando um ou mais cursos, as associações atléticas acadêmicas (AAA) voltadas para o esporte e lazer.
  - Nos cursos nacionalmente, as executivas e federações de curso.
  - Nos departamentos, a representatividade estudantil.
  - Nos cursos das instituições, os diretórios e centros acadêmicos;[11]
  - Nas turmas, os representantes de turma.

- Na pós-graduação, temos:
  - Nacionalmente, Associação Nacional de Pós-graduandos.
  - Nas instituições de ensino, a Associação de Pós-graduandos.

Ainda se encontram outros tipos formais, como associações de casa de estudantes, associações atléticas, executivas de curso, entre outras. De maneira informal, o movimento estudantil pode ser organizado a partir de afinidades por temas: político, religioso, esportista, acadêmico, cultural, por meio de grupos e coletivos.